# Svetlana Pismichenko
Svetlana Pismichenko (en ruso: Светлана Письмиченко; n. 28 de noviembre de 1964 en Kostanay, Kazajistán) es una actriz rusa de cine y teatro que fue condecorada con el título de Artista Emérito de la Federación Rusa.

## Carrera profesional
Svetlana Pismichenko nació el 28 de noviembre de 1964 en la región de Kustanai de la República Socialista Soviética de Kazajistán.
En 1986 se graduó en el Instituto Estatal de Teatro, Música y Cinematografía de Leningrado. En ese mismo año fue admitida en la compañía teatral Teatro Lensoviet.
Uno de sus papeles más destacados fue en la película de 1997 Brat, dirigida por Alekséi Balabánov, en la que interpretaba a Svetlana, conductora de tranvía y amante de Danila Bagrov (Sergei Bodrov, Jr.), el protagonista. Para su papel, Svetlana aprendió realmente a conducir el tranvía.
Pismichenko también participó en otras películas dirigidas por Balabánov, como El castillo (1994), basada en la obra homónima de Franz Kafka, y Morfina (2008), esta última se centra en la vida de Mijaíl Bulgakov.